# Central de tratamento de resíduos sólidos
As Centrais de tratamento de resíduos sólidos caracterizam-se como complexos industriais formados por um conjunto de instalações com diferentes funções, capazes de transformar resíduos sólidos em produtos comercializáveis após tratamento específico. Este sistema, integrado com diferentes unidades, favorece a economia de energia e reduz gastos com transporte, realizando o aterramento dos rejeitos de forma ambientalmente adequada, quando inclui em seu projeto um aterro sanitário. Estas centrais utilizam força humana, maquinário específico e energia, podendo em muitos casos, de acordo com o projeto, apresentar balanço energético positivo. Ademais, apresentam diferentes níveis de complexidades de acordo com a demanda atendida.